# Медији
Медији је термин који се користи да би се означиле оне структуре у друштву које постоје да би комуницирале са широм јавношћу. Термин медији се почео користити 1920-их година са проширењем присуства радија и новина које су те деценије почеле да достижу далеко већу јавност (на државним нивоима). Медиј који је данас заступљен (можда и највише) је телевизија. Негативне конотације медија се везују углавном за стварање културе друштвеног истомишљеништва у којима групе у друштву постају више подложне медијским манипулацијама.
Постоје различите медијске организације, као на пример СЕЕМО (Медијска организација југоисточне Европе), чији је генерални секретар Оливер Вујовић. Преувеличана или лажна вест у медијима назива се новинска патка.